# Leafpad
Leafpad er en fri og open source teksteditor til Linux, BSD og Maemo. Leafpad er designet til at være simpel at bruge og at have et lavt resourceforbrug. Leafpad er standardteksteditoren i skrivebordsmiljøet LXDE og er desuden også standardteksteditoren i Xubuntu.